# Herminia obscurans
Herminia obscurans är en fjärilsart som beskrevs av Felix Bryk 1948. Herminia obscurans ingår i släktet Herminia och familjen nattflyn. Inga underarter finns listade i Catalogue of Life.